# Distrikt Cheto
Der Distrikt Cheto liegt in der Provinz Chachapoyas in der Region Amazonas in Nord-Peru. Der Distrikt wurde am 9. Januar 1953 gegründet. Er besitzt eine Fläche von 65,8 km². Beim Zensus 2017 wurden 682 Einwohner gezählt. Im Jahr 1993 lag die Einwohnerzahl bei 606, im Jahr 2007 bei 582. Sitz der Distriktverwaltung ist die 2126 m hoch gelegene Ortschaft Cheto mit 474 Einwohnern (Stand 2017). Cheto befindet sich etwa 19 km östlich der Provinz- und Regionshauptstadt Chachapoyas.

## Geographische Lage
Der Distrikt Cheto befindet sich in der peruanischen Zentralkordillere im Osten der Provinz Chachapoyas. Die Quebrada Olia, ein linker Nebenfluss des Río Sonche, durchquert das Areal in nördlicher Richtung.
Der Distrikt Cheto grenzt im Südwesten und im Westen an den Distrikt Soloco, im Norden an den Distrikt Molinopampa sowie im Südosten an den Distrikt Cochamal (Provinz Rodríguez de Mendoza).

## Ortschaften
Neben dem Hauptort gibt es folgende größere Ortschaften im Distrikt:
- Huacapampa
- Quitachi